# Пражский метрополитен
Пра́жский метрополите́н (чеш. Metro v Praze или чеш. Pražské metro) — единственный метрополитен Чехии, одно из основных средств транспорта в Праге и седьмой по годовому пассажиропотоку из метрополитенов Европы.

## Структура
В пражском метрополитене действует линейная система движения поездов. Сейчас пражский метрополитен состоит из трёх линий: «A» — на схемах зелёная, «B» — жёлтая, «C» — красная. Образуют в центре города классический пересадочный треугольник, как в Санкт-Петербурге и Ташкенте до открытия четвёртой линии, в Киеве, Харькове, Минске или других городах. Буквенные обозначения линий не соответствуют порядку открытия: первым был открыт участок линии «C» между станциями «Kačerov» и «Sokolovská» (ныне «Florenc»). Длина линий 65,2 км, 61 станция. Три депо: «Kačerov», «Hostivař» и «Zličín», при этом каждое из них имеет собственную ветку соединения («гейт») с железной дорогой. Депо линии «B» первоначально планировалось соорудить не в Зличине, а в Йинонице в 1986—1989 гг.
В день метрополитен перевозит более 1 млн пассажиров. Управляется Предприятием общественного транспорта Праги (чеш. Dopravní podnik hl. m. Prahy). Проездные билеты едины для метро, трамвая, автобуса, лодочной переправы через Влтаву и фуникулёра на Петршине. Билеты также действуют на поездах так называемых линий S (пригородное железнодорожное сообщение) в черте города.
Станции обычно имеют много выходов, расстояния между которыми могут быть достаточно большими. С учётом неглубокого заложения значительного числа станций, особенно в окраинных районах города, некоторые из них не оборудованы эскалаторами. Вместе с тем, в последнее время станции оборудуются лифтами для обеспечения доступа людей с ограниченной способностью к передвижениям.
| Линия     | Цвет    | Дата открытия первой станции | Дата открытия последней станции | Маршрут                          | Длина             | Количество станций |
| --------- | ------- | ---------------------------- | ------------------------------- | -------------------------------- | ----------------- | ------------------ |
| Линия «А» | Зелёный | 1978                         | 2015                            | Немоцнице Мотол ↔ Депо Гостиварж | 17,1 км (11 миль) | 17                 |
| Линия «В» | Жёлтый  | 1985                         | 2001                            | Зличин ↔ Черни-Мост              | 25,6 км (16 миль) | 24                 |
| Линия «С» | Красный | 1974                         | 2008                            | Летняны ↔ Гае                    | 22,4 км (14 миль) | 20                 |
| Линия «D» | Синий   | 2029                         | 2029                            | Намести Миру ↔ Депо Писнице      | 0 км (0 миль)     | 0                  |
| Всего     | Всего   | Всего                        | Всего                           | Всего                            | 65,2 км (41 миль) | 61                 |

## История

### Проекты и планы
Первое предложение о строительстве метро в Праге было выдвинуто предпринимателем Ладиславом Роттом в 1898 году, вскоре после открытия Будапештского метро. Он предложил городскому совету использовать канализационные и санитарно-технические сооружения Старого города и одновременно начать строительство туннелей на первой возможной линии метро в направлении Карлин — Прага — Подоли, которая соединила бы с вторая линия Малая Страна — Винограды у Кржижовницкой пивоварни (До вступившего в силу в 1922 году закона о «Большой Праге» — Карлин, Подоли и Винограды были самостоятельными городами). Однако его предложение не поддержано пражской мэрией.
В 1912 году инженер Богуслав Вондрачек представил предложение о строительстве подземной железной дороги (подземного трамвая) по маршруту Вацлавская площадь — Рудольфинум, чтобы соединить Старый и Новый город.
В январе 1922 года вступил в силу закон о «Большой Праге», который произвёл крупное административное расширение столицы новообразованной Чехословакии. В результате слияния 37 городов и муниципалитетов была создана Большая Прага. Этот шаг активизировал необходимость разработки предложения по регламентарно-остановочному плану, который был связан с предложением создания единой транспортной системы, которая отвечала бы будущим потребностям развития столицы, обеспечивала бы координацию всех видов транспорта и обеспечивала бы оптимальную транспортную работоспособность вновь подключаемых частей. Эти шаги открыли путь к первым попыткам найти системное и комплексное решение в области общественного транспорта, включая предложения по строительству метро. Под руководством доктора и инженера Александра Фойгтса, был проведен, в два этапа в 1925 и 1927 годах, анализ движения уличных железных дорог столицы, будучи ключевой частью подготовительных проработок решения основной транспортной программы Большой Праги. Это было самое первое масштабное транспортное изучение в истории пражского транспорта, данные которого легли в основу последующих исследований и проектов.
Новые планы постройки метро или подземного трамвая в Праге появились во второй половины 1920-х годов. В 1926 году инженер Иржи Груша принял участие в конкурсе, организованном для студентов чешских вузов Американским союзом чехословацких инженеров в Чикаго, где представил свой краткий проект пражского метро. В том же году, инженеры Владимир Лист и Богумил Белада подготовили и представили городскому совету детальное исследование «высокоскоростной городской железной дороги — Метро» в Праге, первый в истории детальный проект подземной железной дороги в Праге. Примеры инженеров Вондрачека, Груша, а также Листа и Белади доказывают, что уже в это время метро в Праге представляло собой привлекательную инженерную задачу. Однако в то же время эти ранние работы подтвердили, что вопрос метрополитена должен решаться на очень комплексном уровне, с учетом подключения к другим видам транспорта и ожидаемого развития города.
В 1930 году, Электрические предприятия столицы Праги объявили конкурс на создание единой транспортной программы Большой Праги, в рамках которого должны были быть получены концептуальные документы для будущего комплексного решения транспортной системы столицы в качестве дополнения к плану обсуждаемому Государственной комиссии по регулированию в 1928 году. В 1932 году была завершена оценка проектов, поданных в рамках конкурса единой транспортной программы Большой Праги. Из 19 конкурсных проектов, 3 предложения были удостоены специальных наград (проект завода Шкода, проект завода ČKD и проект доктора технических наук Александра Фойгтса), но ни один из проектов не был рекомендован к прямой реализации без предварительных изменений. Подготовку итогового предложения по итогам конкурса позднее было поручено Исследовательскому отделу электрических железных дорог транспортного предприятия Праги.
В апреле 1938 года исследовательский отдел представил первый проект исследования по организации движения в Большой Праге, в котором предлагалась сеть высокоскоростных железных дорог, соответствующая концепции подземного трамвая с перекрывающей сетью автобусов и троллейбусов. Выводы исследования были представлены год спустя, после дополнений и уточнений, в визуальной коллекции «Решения для общественного транспорта в Большой Праге». Исследование было подготовлено в качестве основы для разработки детального проекта реализации. В мае 1939 года, по поручению города Праги, заводское объединение Škoda и компания ČKD, поручили разработать подробный проект реализации и закупочной документации для первого этапа строительства скоростной железной дороги. Частью задания также была экспертиза исследования отдела исследований. На тот момент проект имел наивысший приоритет и все документы должны были быть представлены всего за один год. Подрядчики привлекли к работам другие профильные компании и ведущих специалистов и создали «Консорциум проект метрополитен», который в качестве исполнительного органа создал образцово организованное проектное бюро метро в Праге. Руководство им было поручено опытному железнодорожному специалисту инженеру Вацлаву Пихе. На улицах начали разрастаться площадки для геологоразведочных работ, и Прага на тот день оказалась ближе всего к строительству метро в своей истории. В июле Консорциум завершил рассмотрение предложения отдела исследований и предложил кардинальное изменение используемой системы с подземного трамвая на полноценную подземную железную дорогу (метро) с 3 линиями: А «Дейвице — Панкрац», В «Смихов — Либень» и C «Выставочная площадка — Флора». 27 ноября 1939 года рассмотрев предложения Консорциума, транспортное предприятие соглашается на предлагаемую смену концепции с подземного трамвая на метро. Происходит изменение задания и продление сроков подготовки комплексного проекта сети метрополитена и проекта реализации первой линии А, которую предполагалось ввести в эксплуатацию уже 1 января 1945 года.
В 1940 году оккупационными властями была создана комиссия по планированию и развитию Праги и её окрестностей, которая, в том числе, стала заниматься решением транспортных проектов Праги. Первоначально её предложения были согласованы с проектом усовершенствованной подземной железной дороги консорциума, но позже этот проект был отклонён, и комиссия предложила создание сети скоростных железных дорог, немецкой концепции с одной диаметральной линией с севера на юг и двумя касательными с востока на запад. Эти линии должны были разветвляться на важных узлах и одновременно дополняться трамвайными линиями. Пилотным проектом должна была стать касательная Гостивице — Дейвице — Бубенеч — Либень. В мае 1941 года, был завершен детальный проект реализации линии метро А «Дейвице — Панкрац» и были переданы итоговые проекты двух других линий. Строительству метро помешала продолжающаяся война и другие планы Комиссии по планированию Праги и ее окрестностей. Проектное бюро метрополитена в Праге прекратило работу. После окончания войны эти предложения, в отличие от проекта Консорциума, стали просто историческим пережитком.
После окончания войны и восстановления независимости Чехословакии, подготовительные работы возобновились в попытке продолжить реализацию тщательно разработанного проекта Консорциума, который в дальнейшем развивался и обновлялся с учетом новых фактов. В послевоенный период, когда ощущался дефицит рабочих, строительных материалов и производственных мощностей, было сложно договориться о строительстве метрополитена, но существовал очень качественный проект, который можно было реализовать после преодоления первых послевоенных трудностей.
После захвата власти коммунистами в 1948 году, было решено окончательно отказаться от проекта Консорциума по созданию подземной железной дороги в Праге. Инвестиционно-интенсивные действия в области общественного транспорта были отложены на второй план. Согласно новому плану транспортного предприятия, общественный транспорт Праги должен был обходиться только существующими видами транспорта, по крайней мере, до 1960 года. В 1950 году, транспортное предприятие предложило решение наиболее серьёзных проблем трамвайного транспорта, проложив пути в тоннелях под центром города на участках Карлова площадь — Площадь Горького и Музеум — Чехув мост с возможным продлением до Шпейхара. В будущем эти участки могли бы использовать и для подземной железной дороги. Таким образом, концепция 1938 года вновь вернулась. В 1953 году, отчёт о планировании Центрального национального комитета Праги, представил концептуально совершенно новое изучение глубоко заложенной подземной железной дороги (от 35 до 60 м под землей). Новое предложение было вызвано напряженной международной обстановкой и необходимостью строительства убежищ гражданской обороны. Предложение включало три линии: «Смихов — Высочаны», «Дейвице — Винограды» с будущим продлением на Рузине и Гостиварж и «Ходов — Чаковице». Одна из предложенных станций (с рабочим названием «Кларов») действительно была построена в 1953—1957 годах. Это была односводчатая станция советского типа, включавшая соединительные части путевых тоннелей, эскалаторный тоннель, вентиляционные шахты и подъездные тоннели, на которых проверялись проектная подготовка и ход строительства. Здание впоследствии служило укрытием гражданской обороны, позже было задействовано в системе охраны метрополитена на линии А. В период с 1956 по 1958 год проведено общее дорожное обследование города, которое длилось два года и после завершения и оценки в 1958 году принес обширные знания для планирования перспективного транспортной сети, включая подземную железную дорогу.
В 1959 году был открыт двухэтапный конкурс на городское и транспортное решение центра Праги с центром тяжести в виде магистрального шоссе «Голешовице — Панкрац» и начала разработки предложения по решению транспортной сети Праги. Результаты обоих мероприятий были дополнены дополнительными документами и в 1960 году вылились в новое предложение общего решения городского общественного транспорта, которое, помимо комплексной оценки вариантов подземного трамвая и высокоскоростной железной дороги с перекрывающаяся сеть автобусов и троллейбусов, также оценили вариант чисто автобусного транспорта с автобусными тоннелями в центре города. В это время начался период усилий по уменьшению электрической тяги в городском общественном транспорте. Группа профессора Берана и некоторых сотрудников Министерства транспорта Чехословакии, в то время активно выступали за полностью автобусное решение городского общественного транспорта, ожидая, что значительная часть существующего спроса в будущем будет удовлетворяться за счет индивидуального автомобильного транспорта, как это происходит в городах США. Предпочтение автобусам было зафиксировано также сложной международной обстановкой того времени и возможностью использования автобусов для нужд гражданской обороны. Эти обстоятельства наложили свой отпечаток и на решение концепции подземного транспорта.
В начале 1960-х годов дорожное движение в Праге начало быстро ухудшаться. Постановлением Правительства ЧССР от 31 октября 1962 года, после предварительного обсуждения, была принята к сведению предложенная концепция городского общественного транспорта в Праге. Предполагалось, что город будет обслуживаться железнодорожным транспортом (трамваями) и надземной автобусной сетью. Также с этим постановлением началось угасание троллебусной системы. В центре города трамвайные маршруты должны были проходить под землей, в долгосрочной перспективе рассматривалось использование более современного транспортного средства вместо поставляемых в то время трамваев Tatra T3. Подготовительная работа значительно активизировалась, и на следующем этапе стал создаваться комплект документации, которая должна была в полной мере продемонстрировать техническую реализуемость и работоспособность предлагаемой концепции. В 1964 году эти работы плавно перешли в создание так называемого «Инвестиционного исследования муниципального общественного транспорта в Праге», результаты которого должны были стать непосредственной основой для принятия окончательного решения, начала подготовки и реализации проекта. Инвестиционное исследование было завершено Пражским проектным институтом 30 декабря 1964 года.

### Начало строительства
В январе 1966 года строительство первой очереди подземного трамвая началось с торжественных раскопок переходов инженерных сетей на улице Оплеталова.
В итоговом плане, в Праге должна была иметь в общей сложности 119,1 км трамвайных линий, из которых 14,3 км приходилось на туннельные участки. Общая протяженность автобусных маршрутов должна была составить 325,3 км. В качестве транспортных средств рассматривались трамваи Т3 и автобусы Karosa ŠM 11, а в дальнейшем рассматривалась возможность использования высокоскоростных железнодорожных транспортных средств на всех маршрутах и их возможное переоборудование в автономное высокоскоростное железнодорожное движение (метро). В марте 1967 года, начинается строительство первой станции «Главни надражи», через два месяца начинается строительство второй станции «Музеум».
Однако в августе 1967 года, по итогам советской экспертизы транспортной системы Праги, концепция строительства резко меняется постановлением правительства ЧССР. Ключевым моментом этого постановления стал переход от временного подземного трамвая к непосредственному строительству метро. В 1968 году начались испытания прототипов эскалаторов для метро чехословацкого производства от компании «Transporta Chrudim». Эскалатор на высоту движения до 7 м установлен в подземном переходе на Вацлавской площади, а эскалатор на высоту движения 7-15 м — с 1971 года в Чески-Крумлове. В серийное производство были запущены только эскалаторы с транспортной высотой до 7 м, более длинные эскалаторы позже импортировались из Советского Союза. В январе 1969 года началось первые раскопки тоннеля пути метро между улицей Штеткова и площади Героев. Строительство велось при помощи советских специалистов. В сложных геологических условиях прокладка велась при помощи советского немеханизированного проходческого щита, а также использован киевский опыт в области применения железобетонных тюбингов.
В 1970 году был проведён отбор первых 7 машинистов пражского метрополитена, которые впоследствии прошли углубленное обучение в московском метрополитене. После возвращения они принимали участие в тестировании и отладке вагонов Tatra R1 на испытательной линии депо Качеров, некоторые из них в 1973-74 годах руководили затем двумя группами машинистов первой линии С (всего 60 человек), которые также стажировалась в московском метрополитене. С 1974 года обучение новых машинистов поездов уже проходило в Праге.
В январе 1971 года, произошла реорганизация Транспортной предприятия Праги с целью интеграции метрополитена в организационные структуры предприятия. Создается производственно-хозяйственная объединение трестового типа с генеральной дирекцией и 5 подведомственными предприятиями, одним из которых было «Транспортное предприятие столицы Праги — Метро» (сокращенно DP-Metro). Позже в составе компании был создан специализированный проектный институт «DP-Metroprojekt», который взял на себя роль генерального проектировщика метрополитена.

#### Tatra R1
В 1968 году на заводах ČKD началась разработка вагона для пражского метро. Вагоны разрабатывались с целью достижения минимально возможного веса, чтобы не усложнять строительство строящегося на тот момент Нусельского моста, рассчитанного на эксплуатацию более легкого подземного трамвая. Для вагонов R1 использовались не только стальные, но также алюминиевые и ламинированные элементы (например, ламинатная крыша) для достижения минимально возможного веса. Однако такая конструкция не отвечала параметрам пожарной безопасности, на что указали чиновники главного управления пожарной охраны МВД Чехословакии. Конструкторы доработали вагоны, и в 1971 году главное управление выдало положительное заключение с дополнительными условиями. Однако для их выполнения пришлось удалить и заменить неподходящие конструкционные материалы. Однако после этого вес вагона увеличился, что также потребовало модификации конструкции Нусельского моста. В марте 1971 года, ввиду задержки графика и технических проблем отечественной разработки вагонов метро, реализуемой в рекордно короткие сроки, было принято решение о закупке вагонов метро типа «Ечс» в Советском Союзе. Их поставки проходили в период с 1973 по 1977 год, всего в эксплуатацию было введено 85 единиц.
Несмотря на это, 6 мая начались типовые испытания двух прототипов двухвагонных высокоскоростных железнодорожных вагонов R1. Тогда же была начата эксплуатация испытательной линии метро в будущем депо Качеров. 14 января 1972 года во время испытаний одного из вагонов, произошла серьёзная авария, когда испытуемый вагон столкнулся со вторым. Согласно данным последующего расследования, причиной аварии стал микросон у машиниста. Два вагона получили серьёзные повреждения (позже их разобрали), два менее поврежденных вагона отремонтировали и ЧКД использовал их для сборки нового вагона, который уже должен был предназначаться для городской высокоскоростной железной дороги как с наземным, так и с подземным участками. После этого испытания были официально прекращены.
На выставке «50-летия СССР» в Парке культуры и отдыха Юлия Фучика был представлен советский вагон метро типа Еж1 5443. После выставки вагон был доставлен в депо Качеров, где его сначала использовали как учебное пособие, а затем в течение многих лет как склад.
Осенью 1973 года были доставлены первые вагоны типа «Есч», после чего началась их обкатка в депо Качеров, а в конце декабря и по линии метро.

### Открытие и дальнейшее развитие
Первый участок открыт 9 мая 1974 года в 9 часов и 19 минут утра, в 29-ю годовщину освобождения Праги Красной Армией. Открытие было подано как большое политическое событие, на котором присутствовали высшие лица государства, среди которых был Генеральный секретарь КПЧ Густав Гусак.
Спустя год после открытия, на линии «С» составы поездов увеличились с трёх до четырёх вагонов.
Строительство линии «А» (началось в 1974, открыта в 1978 году) потребовало решений таких вопросов, как прокладка тоннелей под рекой Влтавой и исторической частью города. Для этого использовались особые механизированные тоннельные комплексы ТЩБ-3, исключившие взрывные работы при проходке тоннелей. Из СССР на строительство линии «А» было поставлено 43 тысяч тонн чугунных тюбингов, 21 эскалатор, турникеты и прочее. 12 августа 1978 года был сдан в эксплуатацию первый участок линии А, и была открыта первая пересадочная станция метрополитена «Музеум».
В 1977 году началось строительство первого участка линии «В». В 1980 году линии «A» и «C» были расширены. Строительство первого участка линии «В»: Соколовска — Смиховске надражи продолжалось восемь лет, открытие состоялось 2 ноября 1985 года.
1 мая 1978 года началась опытная эксплуатация новых вагонов метро советского производства, получивших обозначение серии 81-71, состоящей из передних вагонов типа 81-717.1 и вагонов типа 81-714.1. Новые вагоны изначально были разработаны для линии «А» с её высокими требованиями и постепенно стали самыми распространенными вагонами в пражском метро. Поставки осуществлялись в период с 1978 по 1991 год, всего было поставлено 507 вагонов.
В 1985 году было открыто депо Гостиварж.
8 июля 1987 года в результате технической неисправности произошел масштабный пожар в поезде 81-71 на станции Космонавтов. Это одно из крупнейших чрезвычайных событий в работе пражского метрополитена, которое обошлось без пострадавших и жертв.
Однако столь масштабное и быстрое строительство, было уже за пределами возможностей застойной социалистической экономики Чехословакии. К концу 1980-х годов, сроки официального открытия новых участков, стали несколько откладываться и даже средства, предназначенные для строительства метро в Братиславе, пошли на продление линии «B».
В 1989 год стал началом без барьерного доступа к метро. На станции Готвальдов, был введён в эксплуатацию дополнительный встроенный пандус для маломобильных людей. Впоследствии на станциях метро было разрешено использовать отдельные грузовые лифты, в 1992 году на станции «Главни надражи» были введены в эксплуатацию первые пассажирские лифты.

### Развитие после 1990 года
В фервале 1990 года, вскоре после бархатной революции, 11 станций, названия которых несли революционную, коммунистическую или советскую символику, были переименованы с учётом отражения местных топонимов. Конечная станция линии «С» была переименована двумя годами ранее в 1988 году. Переименование произошло, например, на станциях Вышеград (Готвальдова), Гае (Космонавтов), Панкрац (Младежницка), Ходов (Будователу), Опатов (Дружбы), Надражи Голешовице (Фучикова), Розтылы (Приматора Вацка) на линии «С». На линии «А» Ленинова была переименована в Дейвицкую. Станции на линии «B» были переименованы: Нове Бутовице (Дукельска), Андел (Москевска), Йинонице (Швермова). Изменены также названия станций на строящемся участке маршрута B. Первоначально предполагалось, что станция Инвалидовна будет «Хакенова», а Ческоморавска должна была называться «Запотоцкего».
Вскоре после революции в связи с изменением политической ситуации стало ясно, что заданный темп строительства выдержать не удастся — метрополитен утратил своё политическое значение. Если раньше спланировать линию было труднее, чем получить финансирование, то теперь ситуация изменилась: строительство метро перестало финансироваться за счет федерального бюджета и стало финансироваться за счет городских ресурсов.
Часть метрополитена серьёзно пострадала во время наводнения в августе 2002 года. Движение по всей сети было открыто в марте 2003 года, восстановительные работы продолжались вплоть до 2004 года. В результате наводнения было затоплено 19 станций из 51 (на тот момент) на всех трёх линиях. На линии «А» были затоплены: Малостранска, Староместска, Мустек и Музеум. На линии «В» были затоплены: Высочанска, Ческоморавска, Палмовка, Инвалидовна, Кржижикова, Флоренц, Намести Републики, Мустек, Народни тржида, Карлово намести, Андел и Смиховске надражи (повреждена). На линии «С» были затоплены: Надражи Голешовице, Влтавска и Флоренц.
При строительстве тоннеля под Влтавой на продолжении линии «C» в 2004 году применялась уникальная технология перемещения и закрепления готовых тоннелей.
12 апреля 2010 года официально началось строительство нового участка метро по линии «А» от станции Dejvická длиной более 6 км. На новом участке запланированы станции Боржиславка, Надражи Велеславин, Петршины и Немоцнице Мотол. Стоимость строительства составляет 18,7 млрд крон, из них 8 млрд мэрия Праги получит из фонда ЕС, остальное — из бюджета города. Государство к финансированию отношения не имеет. Подрядчиком был выбран консорциум компаний Metrostav и «Hochtief CZ». Строительство было завершено в марте 2015, согласно проекту. 6 апреля 2015 состоялось открытие новых станций.
3 июня 2013 года центральные станции пражского метрополитена были закрыты из-за наводнения в городе.
21 апреля 2022 года началось строительство новой линии метро «D». Открытие новой линии должно состояться в 2031 году.

## Хронология открытия участков и станций
- 09.05.1974: линия «С», участок I.C «Florenc» — «Kačerov» (6,6 км, 9 станций). Участок длиной 485 м на перегоне между станциями «I.P.Pavlova» и «Vyšehrad» надземный, находится внутри Нусельского моста.
- 12.08.1978: линия «А», участок I.A «Dejvická» — «Náměstí Míru» (4,7 км, 7 станций)
- 07.11.1980: линия «С», участок II.C «Kačerov» — «Háje» (5,3 км, 4 станции)
- 19.12.1980: линия «А», участок II.А «Náměstí Míru» — «Želivského» (2,6 км, 3 станции)
- 03.11.1984: линия «С», участок III.C «Florenc» — «Nádraží Holešovice» (2,2 км, 2 станции)
- 02.11.1985: линия «В», участок I.В «Smíchovské nádraží» — «Florenc» (4,9 км, 7 станций)
- 11.07.1987: линия «А», участок III.А1 «Želivského» — «Strašnická» (1,3 км, 1 станция)
- 26.10.1988: линия «В», участок III.В «Smíchovské nádraží» — «Nové Butovice» (4,9 км, 3 станции)
- 04.07.1990: линия «А», участок III.А2 «Strašnická» — «Skalka» (1,4 км, 1 станция)
- 22.11.1990: линия «В», участок II.В «Florenc» — «Českomoravská» (4,4 км, 4 станции); первоначально планировалось на 1988 г.

- 11.11.1994: линия «В», участок V.В «Nové Butovice» — «Zličín» (5,1 км, 5 станций). На перегоне между станциями «Hůrka» и «Lužiny» находится наземный участок длиной 375 м, закрытый тубусом.
- 08.11.1998: линия «В», участок IV.В «Českomoravská» — «Černý Most» (6,3 км, 5 станций, вкл. временно недостроенные «Hloubětín» и «Kolbenova»; введены в строй в 1999 и 2001 соответственно). Перегон между станциями «Rajská zahrada» — «Černý Most» является наземным. Закрыт тубусом, поверху имеет освещённую пешеходную и велодорожку.
- 26.06.2004: линия «С», участок IV.C1 «Nádraží Holešovice» — «Ládví» (4,0 км, 2 станции)
- 26.05.2006: линия «А», служебный участок «Skalka» — «Depo Hostivař» введён в эксплуатацию как пассажирский (1,0 км, 1 станция); небольшой участок перед станцией «Depo Hostivař» является единственным открытым наземным в пражском метрополитене.
- 08.05.2008: линия «С», участок IV.C2 «Ládví» — «Letňany» (4,6 км, 3 станции)
- 06.04.2015: линия «А», участок I.A «Dejvická» — «Nemocnice Motol» (6 км, 4 станции)

## Перспективы развития сети метрополитена
Планируется строительство четвёртой линии «D», которая соединит юго-восточную часть Праги и Центральный вокзал. Первоначальный план строительства линии «D» ещё в конце 1970-х предусматривал иную трассировку: пересечение с линией «C» на станции «I. P. Pavlova», с линией «B» на неосуществлённой станции «Palackého náměstí» (между современными станциями «Karlovo náměstí» и «Anděl») и с линией «A» на станции «Náměstí Míru» (последняя пересадка сохранена и в современном плане). Также существуют проекты продления линии «A» до аэропорта и строительства кольцевой линии «E».
На данный момент закончено продление линии А, участок длиной более 6 км с 4 станциями («Bořislavka», «Nádraží Veleslavín», «Petřiny», «Nemocnice Motol») открылся 6 апреля 2015 года. Строительство линии D заморожено из-за недостаточного финансирования. Строительство может начаться в 2020 году, но это будет уже другой проект. Проект линии Е отложен на дальнюю перспективу.
В сентябре 2012 года был принят удешевлённый на 10 млрд крон проект линии D. Согласно этому проекту трассировка линии будет «Nádraží Holešovice — Depo Písnice», таким образом линия будет иметь общий участок с линией С. По сути линия D будет ответвлением линии С от станции Pankrác, где изначально предполагалась пересадочная станция. Строительство может начаться в 2017 году.
В феврале 2017 года названы сроки строительства 4 линии D, начало 2019, открытие 2023 год.
В апреле 2017 года наблюдательный совет компании DPP одобрил план, в соответствии с которым первым будет строиться участок Pankrác — Olbrachtova. Начало строительства планировалось на 2019 год. Стоимость оценивалась в 50 млрд крон. В июне 2019 года началась геологическая разведка земель и пород, где должна была пройти новая линия. Начало строительства же было отложено из-за протестов местных жителей, владельцев земельных участков и начала пандемии COVID-19. Официальный старт строительства был дан 21 апреля 2022 года. Стоимость строительства из-за возросшей инфляции оценивается в 52 млрд крон. Поезда будут использовать технологию автоведения. На всех станциях линии будут установлены платформенные раздвижные двери.

## Подвижной состав

### Пассажирский
| Изображение  | Тип             | Годы эксплуатации | Примечание |
| Актуальный   | Актуальный      | Актуальный        | Актуальный |
| ------------ | --------------- | ----------------- | --- |
|              | 81-71М          | с 1996            | Модернизированные вагоны 81-717.1//714.1 465 вагонов (93 состава) Эксплуатируются на линии A, линии B и линии C                  |
|              | Siemens M1      | с 1998            | 265 вагонов (53 состава) Эксплуатируются на линии C                                                                              |
| Исторический |                 |                   | |
|              | Tatra R1        | —                 | В 1970—1972 проходил испытания, в эксплуатации не был.                                                                           |
|              | Еж1             | —                 | В 1972 выставлен в пражском выставочном парке Летом 1995 года утилизирован вместе с вагонами Ечс                                 |
|              | Ечс             | 1974 — 1997       | Эксплуатировались на линии C Сохранено 4 музейных вагона, 3 из них работают в историческом составе.                              |
|              | 81-717.1//714.1 | 1978 — 2009       | Эксплуатировались на всех линиях Пражского метрополитена Сохранено 6 музейных вагонов, 5 из них работают в историческом составе. |

### Служебные
- Мотовоз 703 — 12 ед.
- Мотовоз — 2 ед.

## Система оплаты проезда
Для оплаты проезда используют, как и на остальном пражском транспорте, проездные билеты (чеш. jízdenka) на короткий срок до 3 дней, либо более длительные проездные билеты (чеш. kupon), рассчитанные на срок от месяца до года. Стоимость билетов можно посмотреть на сайте транспортной компании: Fares in Prague Архивная копия от 28 апреля 2010 на Wayback Machine (англ.) (чешск.) (нем.). Билеты на метро действительны также для проезда в трамваях и автобусах.
Разовая поездка на метро продолжительностью до 30 минут стоит в 2022 году около 1,25 евро (30 чешских крон). Билет со сроком действия до 90 минут стоит 40 чешских крон, на 1 день — 120. Дети до 10 лет могут пользоваться услугами метро и другим транспортом Праги бесплатно.

## Особенности и статистические данные
- Общая протяжённость маршрутной сети метро Праги составляет более 65 км, число пассажирских станций — 61.
- Протяжённость линии «А» составляет 17,13 км (17 станций), линии «В» — 25,70 км (24 станции), линии «С» — 22,61 км (20 станций).

- Среднее расстояние между станциями пражского метрополитена — 1 098 м, наибольшее — 2 749 м («Nádraží Holešovice» — «Kobylisy», линия «С»), наименьшее — 426 м («Hlavní nádraží» — «Muzeum», линия «С»).
- Время движения поездов между конечными станциями: на линии «А» — 30 мин., на линии «В» — 41 мин., на линии «С» — 36 мин.
- Максимальное число поездов в час пик: на линии «А» — 17 составов, на линии «В» — 34 состава, на линии «С» — 33 состава. Минимальные интервалы между поездами равны 150, 150 и 115 секунд соответственно.
- Начало движения — 4:34 (линия «С», отправление со станции «Letňany»), окончание движения — 0:40 (прибытие на ту же станцию). В отличие от трамвая и автобуса, пражское метро не имеет ночных маршрутов.
- По объёму пассажирооборота пражское метро занимает 7-е место в Европе и 23-е в мире — 530,5 млн чел. в 2011 г.
- Большинство станций имеет островную конструкцию перронов, за исключением станций «Hlavní nádraží», «Vyšehrad», «Černý Most», «Střížkov», «Prosek» и «Nemocnice Motol» (конструкция с боковыми перронами), а также уникальной станции «Rajská zahrada», колеи и перроны которой расположены друг над другом.
- Самой глубокой станцией в Пражском метрополитене является «Náměstí Míru» линии «А», перроны которой расположены на глубине 53 м под поверхностью земли. Эскалаторы этой станции производства фирмы ThyssenKrupp (Германия) длиной 87 м (высота подъёма 43.5 м) являются самыми длинными в Евросоюзе, соответственно и сама станция является самой глубокой на территории ЕС.

## В компьютерных играх
В игре Microsoft Train Simulator была воспроизведена часть линии В «Smíchovské nádraží» — «Zličín» Также существовала попытка воспроизведения линии С в этой же игре. Однако часть линии С «Nádraží Holešovice» — «Letňany» получила своё дополнение в игре Trainz. Ожидается продолжения дополнения как минимум до станции «Florenc». Для этой же игры сделаны половина станций линии А, а также станции «Hloubětín» и «Černý Most». А для BVE Trainsim и OpenBVE существует короткий маршрут линии A «Staroměstská» — «Hradčanská».
В игре Back in Service: a Metro Driver воссозданы вагоны серии Ечс, а так же линия «А» от станции «Дейвицка» до станции «Желивскего». В игре, помимо управления поездом, доступен режим свободной поездки и квесты.